# Мурашов, Сергей Иванович
Сергей Иванович Мурашов (род. 1894 год, Калужская губерния — умер 21 марта 1967 год, Москва) — старший производитель работ треста «Гордорстрой» № 1 Главмосстроя, города Москва. Герой Социалистического Труда (01.02.1957).

## Биография
С 1908 года по 1915 трудился мостовщиком в Киевском городском управлении.
В 1915 году был призван в армию, участвовал в Первой мировой войне. С 1918 года по 1921 год служил в Красной Армии. С 1921 году трудился мостовщиком в городе Тула.
В 1925 году переехал жить и работать в столицу. Работал на стройках Москвы десятником, техником, начальником участка старшим прорабом строительного управления № 32. Работал на застройках Садового кольца, шоссе Энтузиастов, центрального стадиона имени Ленина.
За большой вклад в развитие строительной отрасли, Указом от 1 февраля 1957 года Сергей Мурашов удостоен звания Герой Социалистического Труда с вручением ордена Ленина и золотой медали «Серп и Молот».
Жил в Москве.
С декабря 1958 года на пенсии.
Умер 21 марта 1967 года.

## Награды
Имеет следующие награды:
- Герой Социалистического Труда (1.02.1957)
- Орден Ленина (1957)
- Орден «Знак Почета» (16.03.1949)